# 卡夫雷加斯科峰
46°14′25″N 9°16′32″E / 46.24028°N 9.27556°E
卡夫雷加斯科峰（義大利語：Pizzo Cavregasco），是意大利的山峰，位於該國北部，由倫巴第大區負責管轄，屬於勒蓬廷阿爾卑斯山脈的一部分，海拔高度2,535米。